# Уилис Тауър
Уилис Тауър (на английски: Willis Tower), известна преди това като Сиърс Тауър (на английски: Sears Tower) е небостъргач, намиращ се в град Чикаго, САЩ. Височината на небостъргача е 443 m, етажите са 110. Начало на строителството e август 1970 година и е завършена на 4 май 1973 година. Идеята за създаването на сградата идва от 9 цигари, образуващи квадрат и впоследствие размествани една спрямо друга, за да се получи разчупената архитектура.
Съоръжението представлява 9 квадратни тръби-колони, образуващи в основата голям квадрат. Сградата стои върху бетонова основа с каменна насипка. Тръбите продължават заедно до 66-и етаж, пет от тях – до 90-ия етаж, а само две образуват оставащите 20 етажа. На покрива са поставени две гигантски телевизионни антени.
Площта на зданието е 416 000 m², което се равнява на 57 футболни игрища. Има 104 високоскоростни асансьори, които делят сградата на три части. Има 16 000 тонирани стъкла. Облицована е в черен алуминий. Шест автоматични миялни машини за стъкла почистват сградата 8 пъти в годината.
До 2012 г. Уилис Тауър е най-високата сграда в САЩ, когато най-висока става сградата на One World Trade Center, построен на мястото на кулите-близнаци в Ню Йорк.